# Moken

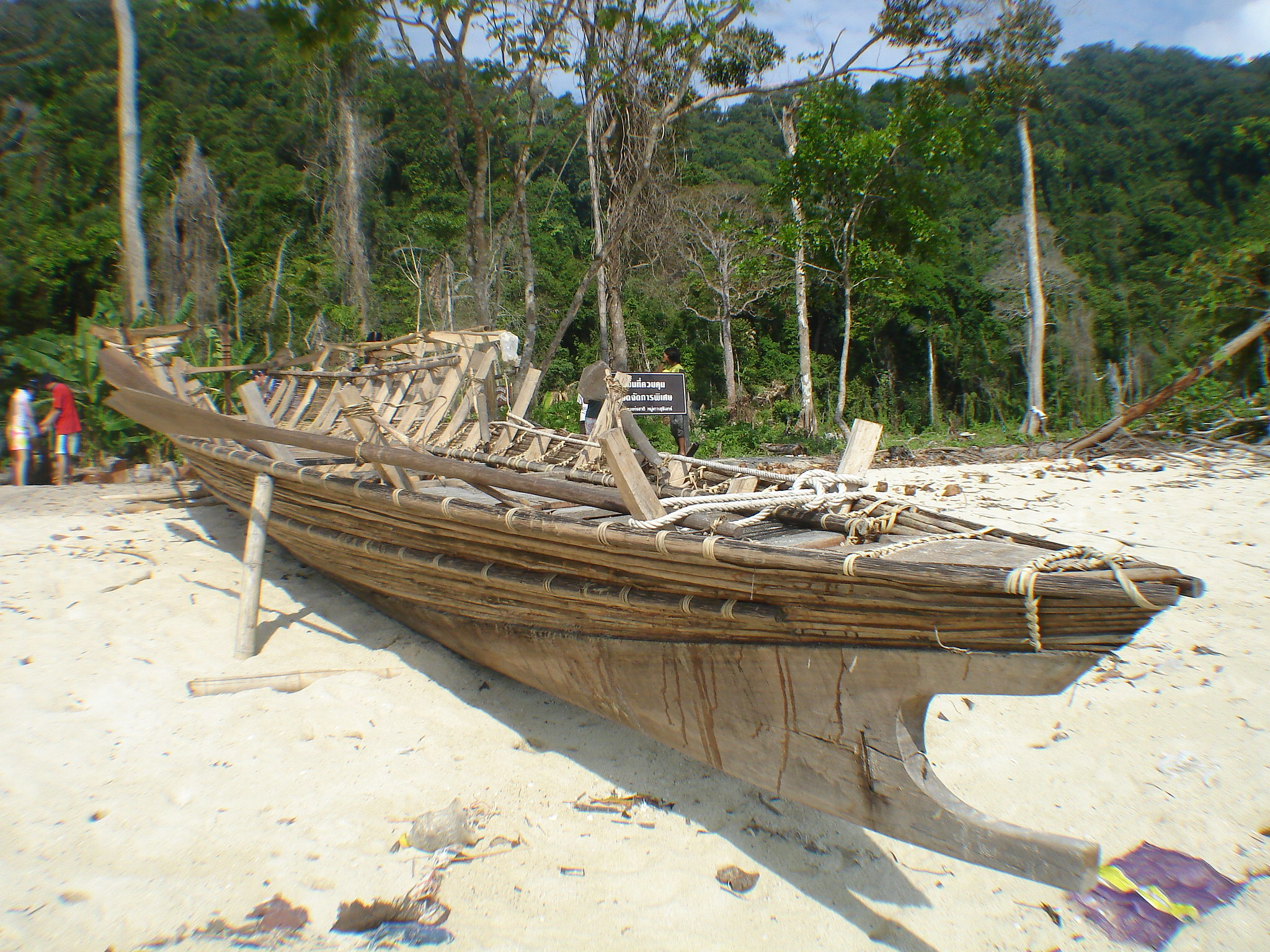
Embarcació dels moken

Els moken (en tailandès: ชาวน้ำ, també escrit mawken o morgan), són un grup ètnic austronesi d'entre 2.000 a 3.000 membres que mantenen una cultura nòmada, basada en el mar. Parlen la seva pròpia llengua, que pertany a la família de les llengües austronèsies. Viuen entre Birmània i Tailàndia.

## Nomenclatura
Es refereixen a si mateixos com a moken. El nom s'utilitza per a totes les tribus amb llengües protomalais que habiten a la costa i les illes del mar d'Andaman, a la costa oest de Tailàndia, les províncies de Satun, Trang, Krabi, Phuket, Phang Nga, i Ranong, a través de l'arxipèlag de Mergui de Birmània (Myanmar). El grup inclou els moken, els moklen (moklem), els orang sireh ('gent de la fulla de bètel') i els orang lanta. L'últim, els orang lanta, són un grup híbrid format quan el poble malai s'instal·là a les illes Lanta, on els protomalais orang sireh havien estat vivint.
En birmà, s'anomena els moken com a selung, salone, o chalome. A Tailàndia, se'ls anomena chao ley ('gent de la mar') o chao nam ('gent de l'aigua'), encara que aquests termes també s'utilitzen de manera imprecisa en incloure també els urak lawoi i fins i tot els orang laut. A Tailàndia, els moken aculturats s'anomenen thai mai ('nous tailandesos').
Els moken són també coneguts com a gitanos del mar, un terme genèric que s'aplica a una sèrie de pobles del sud-est asiàtic. Els urak lawoi són sovint classificats com un grup moken, però són lingüísticament i etnològicament diferents, molt més estretament relacionats amb el poble malaisi.

## Mode de vida
El seu coneixement del mar els permet viure de la seva fauna i flora silvestres mitjançant l'ús d'eines simples com ara xarxes i llances per buscar menjar. Allò que no consumeixen s'asseca en la part superior dels seus vaixells, després l'utilitzen per a comerciar amb els mercats locals i cobrir així altres necessitats. Durant la temporada del monsó, construeixen embarcacions addicionals, mentre ocupen barraques temporals. A causa de la quantitat de temps que passen bussejant per tal d'aconseguir aliments, els nens moken són capaços de veure millor sota l'aigua a causa de l'acomodació del seu focus visual.
Alguns dels moken birmans són encara pobles nòmades que vaguen pel mar, vivint en petites embarcacions artesanals de fusta anomenades kabang, que no sols serveixen com a transport, sinó també com a cuina, dormitori i sala d'estar. No obstant això, gran part de la seva vida tradicional està en perill i sembla estar disminuint.

## Control governamental
Els governs de Birmània i Tailàndia han fet intents per tal d'assimilar la gent moken en la seva pròpia cultura, però aquests esforços han tingut un èxit limitat. Els moken de Tailàndia s'han establert permanentment en aldees situades a les illes Surin (al Parc Nacional de Mu Ko Surin), a la província de Phuket, a la costa nord-oest de l'illa de Phuket, i a les illes Phi Phi, de la província de Krabi. El mar d'Andaman, davant la costa de Tenasserim, va ser objecte d'un control estricte pel règim de Birmània durant la dècada de 1990 a causa dels descobriments de petroli en alta mar per les empreses multinacionals Unocal, Petronas i d'altres. Informes de 1997 es feien ressò de la reubicació forçada dels "gitanos del mar" en zones d'interior per part de les forces armades de Birmània.

## Tsunami de l'oceà Índic del 2004
Les illes on viuen els moken van rebre molta atenció dels mitjans de comunicació l'any 2005, durant la recuperació del tsunami del sud-est asiàtic de finals de 2004, que va causar milers de morts. Aquests mitjans van fer-se ressò de la baixa mortalitat que hi havia entre els moken a causa del desastre del tsunami en comparació amb la resta de la població. A l'illa Surin, dels 200 habitants moken, tan sols va morir un home gran i minusvàlid.
El seu coneixement ancestral del mar els va permetre conservar la vida, tot i que els seus poblats i prop d'una cinquena part dels seus vaixells van resultar destruïts. Els moken no tenen escriptura, motiu pel qual transmeten tota la seva cultura i tradicions de pares a fills oralment. Entre les històries que expliquen, hi ha la que parla d'esperar "l'onada que s'empassa la gent", en la qual s'explica que sempre ve precedida per un retrocés ràpid i profund del nivell del mar. Gràcies a aquesta història que coneixien petits i grans, van poder fugir corrents cap a l'interior de l'illa per protegir-se del tsunami quan en van detectar els primers indicis.